# Rumæniens regenter
De to fyrstendømmer Valakiet og Moldavien blev forenede i en personalunion i 1859, og landet tog navnet Rumænien i 1862.
Det blev et kongedømme i 1881 og officielt var titlen "Konge af Rumænerne".

## Rumænske fyrster

### Huset Cuza
- Alexandru Ioan Cuza, (1859-1866), fyrste

### Huset Hohenzollern
- Carol 1. (1866-1914), fyrste indtil 1881, derefter konge

## Konger af Rumænien

### Huset Hohenzollern
| Portræt | Navn         | Tiltrådte         | Fratrådte         | Gift med              | Relation til forgænger(e)  |
| ------- | ------------ | ----------------- | ----------------- | --------------------- | -------------------------- |
|         | Carol 1.     | 15. marts 1881    | 10. oktober 1914  | Elisabeth af Wied     | • Ingen                    |
|         | Ferdinand 1. | 10. oktober 1914  | 20. juli 1927     | Marie af Edinburgh    | • nevø til Carol 1.        |
|         | Mihai 1.     | 20. juli 1927     | 8. juni 1930      | Anne af Bourbon-Parma | • sønnesøn af Ferdinand 1. |
|         | Carol 2.     | 8. juni 1930      | 6. september 1940 | Helena af Grækenland  | • søn af Ferdinand 1.      |
|         | Mihai 1.     | 6. september 1940 | 30. december 1947 | Anne af Bourbon-Parma | • søn af Carol 2.          |

Rumænien blev til en republik i 1947.

## (Overhoveder for huset Hohenzollern siden 1947)
| Portræt | Navn      | Tiltrådte         | Fratrådte        | Gift med              | Relation til forgænger(e) |
| ------- | --------- | ----------------- | ---------------- | --------------------- | ------------------------- |
|         | Mihai 1.  | 30. december 1947 | 5. december 2017 | Anne af Bourbon-Parma | • Søn af Carol 2.         |
|         | Margareta | 5. december 2017  |                  | Radu Duda             | • Datter af Mihai 1.      |